# Samuel Inkoom
Samuel Inkoom, född 1 juni 1989 i Sekondi-Takoradi, är en ghanansk fotbollsspelare. Han har representerat Ghanas fotbollslandslag.